# Євченко Федора Іванівна
Федо́ра Іва́нівна Є́вченко (25 вересня 1906 , Жуки, Кременчуцький повіт, Полтавська губернія, Російська імперія  — 1996 ) — український державний діяч. Депутат Верховної Ради УРСР 1–2-го скликання (1938–1951).

## Біографія
Народилась 25 вересня 1906 року в бідній селянській родині у селі Жуки, тепер Глобинський район, Полтавська область. У 1916 році разом із матір'ю переїхала жити до міста Пирятина. До 1926 року наймитувала, потім працювала у власному господарстві.
З 1929 року — колгоспниця колгоспу «Пролетарій», а потім — колгоспу «Прапор комунізму» міста Пирятина на Полтавщині.
У другій половині 1930-х років — ланкова колгоспу «Прапор комунізму» міста Пирятина Пирятинського району Полтавської області. Вирощувала високі врожаї цукрових буряків.
З 1934 року — член Пирятинської міської ради, з 1937 року — член президії виконавого комітету Пирятинської районної ради депутатів трудящих Полтавської області.
26 червня 1938 року була обрана депутатом Верховної Ради УРСР першого скликання по Пирятинській виборчій окрузі № 167 Полтавської області.
З 1939 по 1941 рік навчалася в Київському сільськогосподарському технікумі.
Член ВКП(б) з 1940 року.
У 1941 році була евакуйована до Саратовської області РРФСР, працювала головою Тарлицької сільської ради Безименського району.
У 1944 році повернулася до Полтавської області. Станом на квітень 1945 року — завідувач відділу охорони здоров'я виконавчого комітету Пирятинської районної ради депутатів трудящих Полтавської області.
На січень 1947 року — завідувач відділу соціального забезпечення виконавчого комітету Пирятинської районної ради депутатів трудящих Полтавської області.
Померла 1996 року.

## Нагороди
- орден «Знак Пошани» (23.01.1948)
- медалі